# ان‌جی‌سی ۷۵۸۳
ان‌جی‌سی ۷۵۸۳ (انگلیسی: NGC 7583) یک کهکشان عدسی شکل است که در صورت فلکی حوت قرار دارد و در ۲ سپتامبر ۱۸۶۴ توسط ستاره شناس آلبرت مارت کشف شد.